# Tsumgallit
Tsumgallit ist ein sehr selten vorkommendes Mineral aus der Mineralklasse der „Oxide und Hydroxide“. Er kristallisiert im kubischen Kristallsystem mit der chemischen Zusammensetzung GaO(OH) und ist damit chemisch gesehen ein Gallium-Oxid-Hydroxid.
Tsumgallit entwickelt dünnplattige Kristalle bis zu 40 × 40 µm Größe und 0,5 bis 1 µm Dicke, die zu schuppigen, glimmerartigen Aggregaten zusammentreten, Sie sitzen in Hohlräumen im Germanit-Tennantit-reichem Erz, das Einschlüsse von Gallit enthält. Begleitminerale sind Söhngeit, zinkreicher Siderit, Chalkosin und Quarz.

## Etymologie und Geschichte
Tsumgallit wurde auf einer Mineralstufe entdeckt, die der ehemalige Grubengeologe der Tsumeb Mine und Chefmineraloge der Tsumeb Corporation Limited Bruno Herrmann Geier (1902–1987) in den frühen 1960er Jahren in der zweiten Oxidationszone der Tsumeb Mine gesammelt hatte. Sein Sohn Ulf Geier stellte dieses Mineral den Autoren der Typpublikation zur Identifizierung zur Verfügung.
Entsprechende Untersuchungen führten zur Feststellung des Vorliegens eines neuen Minerals, das am 5. Juni 2002 von der International Mineralogical Association (IMA) anerkannt und 2003 von einem deutschen Forscherteam mit Jochen Schlüter, Karl-Heinz Klaska, Gunadi Adiwidjaja und Georg Gebhard als Tsumgallit beschrieben wurde. Benannt wurde das Mineral nach Tsumeb bzw. der Tsumeb Mine und nach seinem Hauptbestandteil Gallium. Tsumgallit ist damit das nach Tsumebit und Arsentsumebit sowie Tsumcorit und Plumbotsumit fünfte Mineral, dessen Name auf Tsumeb bzw. die Tsumeb Mine hinweist.
Typmaterial des Minerals wird im Mineralogischen Museum der Universität Hamburg in Deutschland (Holotyp, Sammlungs-Nr. MMHH TS 509, im Tresor des Museums) aufbewahrt.

## Klassifikation
In der veralteten 8. Auflage der Mineralsystematik nach Strunz war der Tsumgallit noch nicht aufgeführt.
In der zuletzt 2018 überarbeiteten Lapis-Systematik nach Stefan Weiß, die formal auf der alten Systematik von Karl Hugo Strunz in der 8. Auflage basiert, erhielt das Mineral die System- und Mineralnummer IV/F.06-025. Dies entspricht der Klasse der „Oxide und Hydroxide“ und dort der Abteilung „Hydroxide und oxidische Hydrate (wasserhaltige Oxide mit Schichtstruktur)“, wo Tsumgallit zusammen mit Akaganeit, Böhmit, Diaspor, Feitknechtit, Feroxyhyt, Goethit, Groutit, Lepidokrokit, Manganit und Schwertmannit eine unbenannte Gruppe mit der Systemnummer IV/F.06 bildet.
Die von der International Mineralogical Association (IMA) zuletzt 2009 aktualisierte 9. Auflage der Strunz’schen Mineralsystematik ordnet den Tsumgallit in die Klasse der „Oxide (Hydroxide, V[5,6]-Vanadate, Arsenite, Antimonite, Bismutite, Sulfite, Selenite, Tellurite, Iodate)“ und dort in die Abteilung „Hydroxide (ohne V oder U)“ ein. Hier ist das Mineral in der Unterabteilung „Hydroxide mit OH, ohne H2O; Ketten aus kantenverknüpften Oktaedern“ zu finden, wo es zusammen mit Bracewellit, Diaspor, Goethit, Groutit, Guyanait und Montroseit die „Diasporgruppe“ mit der Systemnummer 4.FD.10 bildet.
In der vorwiegend im englischen Sprachraum gebräuchlichen Systematik der Minerale nach Dana hat Tsumgallit die System- und Mineralnummer 06.01.01.06. Das entspricht der Klasse der „Oxide und Hydroxide“ und dort der Abteilung „Hydroxide und hydroxyhaltige Oxide“. Hier findet er sich innerhalb der Unterabteilung „Hydroxide und hydroxyhaltige Oxide mit der Formel: X3+OOH“ in der „Diasporgruppe (Orthorhombisch, Pnma oder Pnmd)“, in der auch Diaspor, Goethit, Groutit, Montroseit und Bracewellit eingeordnet sind.

## Chemismus
Tsumgallit hat (auf Basis von zwei Anionen) die gemessene Zusammensetzung (Ga0,86Fe3+0,05Ge0,04Si0,02Zn0,01)Σ0,98O1,00(OH)1,00, was zu GaO(OH) idealisiert wurde und Gehalte von 91,23 % Ga2O3 und 8,77 % H2O erfordert.
Tsummgallit stellt das Ga-dominante Glied der Diaspor-Gruppe und aus chemisches Sicht damit z. B. das galliumdominante Analogon zum Al-dominierten Diaspor, zu den Fe3+-dominierten Lepidokrokit und Goethit, zu den Mn3+-dominierten Manganit und Groutit und zu den Cr-dominierten Bracewillit und Guyanait dar. Tsumgallit ist das nach Gallit, Söhngeit, Gallobeudantit und Galloplumbogummit erst fünfte Mineral mit Gallium als Hauptkomponente.

## Kristallstruktur
Tsumgallit kristallisiert im orthorhombischen Kristallsystem in der Raumgruppe Pnma (Raumgruppen-Nr. 62) mit den Gitterparametern a = 4,512 Å; b = 9,772 Å und c = 2,967 Å sowie vier Formeleinheiten pro Elementarzelle.
Tsumgallit ist, genau wie sein synthetisches Äquivalent α-Gallium-Oxid-Deuteriohydroxid, isotyp (isostrukturell) mit Goethit und Diaspor. Die Kristallstruktur des Tsumgallits kann deshalb in Analogie zu der des Diaspors beschrieben werden. Sauerstoff und Hydroxidionen bilden eine hexagonal dichteste Kugelpackung mit Lücken auf den Oktaeder-Plätzen, die vom Gallium ausgefüllt werden. In Richtung der c-Achse entstehen auf diese Weise lange Doppelketten aus GaO6-Oktaedern, die von Wasserstoffbrücken zusammengehalten werden.

## Eigenschaften

### Morphologie
Tsumgallit fand sich in Form von schuppigen bis glimmerartigen, deutlich porösen Aggregaten, die aus dünnplattigen Kristallen bis zu 40 × 40 µm Größe und 0,5 bis 1 µm Dicke, bestehen.

### Physikalische und chemische Eigenschaften
Die Kristalle des Tsumgallits sind blass grünlichgelb bis beigefarben, die Strichfarbe wird mit weiß beschrieben. Die Oberflächen der durchscheinenden Kristalle zeigen einen perlmuttartigen Glanz.
Das Mineral weist eine ausgezeichnete Spaltflächen parallel {010} auf. Tsumgallit wird als „weich“ beschrieben, was einer Mohshärte von 1 bis 2 entspricht. Damit gehört Tsumgallit zu den Mineralen, die sich etwas leichter als das Referenzmineral Gips mit dem Fingernagel ritzen lassen. Die berechnete Dichte für die empirische Formel des Tsumgallits liegt bei 5,08 g/cm³. Das Mineral fluoresziert weder im lang- noch im kurzwelligen UV-Bereich.

## Bildung und Fundorte
Als sehr seltene Mineralbildung konnte Tsumgallit bisher (Stand 2016) nur von seiner Typlokalität beschrieben werden. Diese ist die weltberühmte Cu-Pb-Zn-Ag-Ge-Cd-Lagerstätte der „Tsumeb Mine“ (Tsumcorp Mine) in Tsumeb, Region Oshikoto, Namibia, wo Tsumgallit nur einmal in der zweiten Oxidationszone, allerdings in unbekannter Teufe, geborgen worden ist. Hier fand er sich auf einer Germanit-Tennantit-reichen Erzstufe mit Einschlüssen von Gallit. Zur Paragenese gehören ferner farblose bis weiße, leicht angeätzte Söhngeit-Kristalle bis 5 mm Größe, rötlichbraune, rhomboedrische Kristalle eines zinkreichen Siderits bis zu 0,5 mm Größe sowie Quarz und Chalkosin.
Tsumgallit ist ein typisches Sekundärmineral und bildete sich in der zweiten Oxidationszone der in Dolomitsteinen sitzenden hydrothermalen polymetallischen Erzlagerstätte Tsumeb aus galliumreichen Primärerzmineralen.

## Verwendung
Mit Ga2O3-Gehalten von 91 % wäre das Mineral ein außergewöhnlich reiches Galliumerz, jedoch ist das Mineral aufgrund seiner extremen Seltenheit nur für den Mineralsammler interessant.